# Chiesa della Santissima Annunziata (Avigliano)
La chiesa della Santissima Annunziata, o più comunemente chiamata chiesa dell'Annunziata, è una chiesa di Avigliano.

## Storia
I lavori per la sua edificazione iniziarono nel 1600, nel 1808 fu in possesso del comune che la cedette al Capitolo, venne più volte restaurata nel XIX secolo, dove la facciata venne cambiata.

## Descrizione
Conta tre navate, e sulla principale di esse si osserva lo stemma della famiglia Caracciolo, in porcellana, datato 1584, l'ambiente è circondato da un ampio cortile. Si ritrovano statue databili ai secoli XVIII e XIX.